# Гело Галишки
Ангеле (Гело, Геле) Галишки, наричан Коджабашията, е български революционер, тиквешки войвода на Вътрешната македоно-одринска революционна организация.

## Биография
Гело Галишки е роден в тиквешкото село Галище, тогава в Османската империя. Влиза във ВМОРО. Участва в Илинденско-Преображенското въстание. След разгрома на въстанието Петър Юруков го оставя за свой заместник в Тиквеш с 30 души четници. Загива през март 1904 година в местността Горица.